# Museo di Firenze com'era

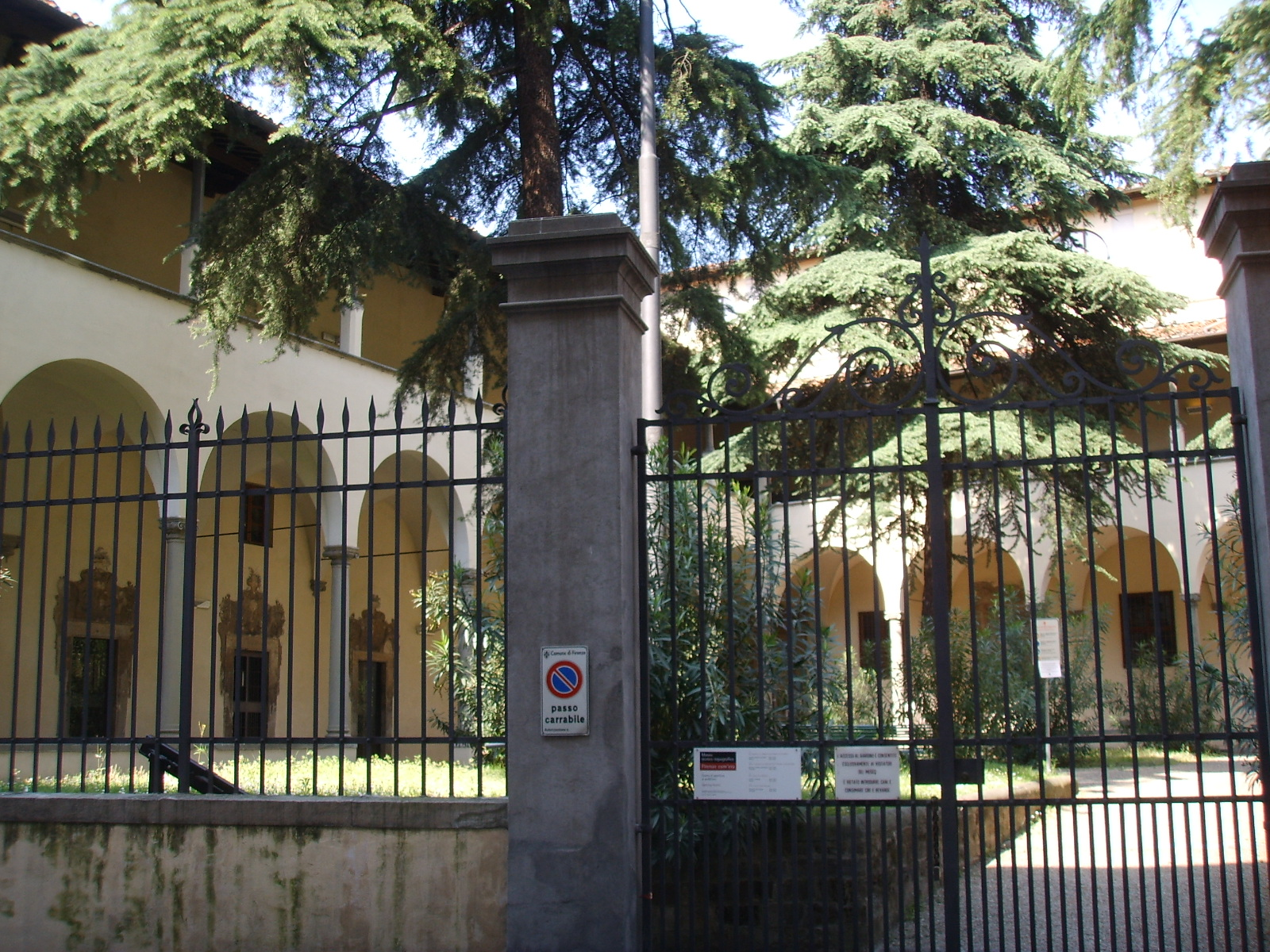
Le cloître des Oblates, siège du musée jusqu'en 2010.

Le 'Museo di Firenze com'era (Musée de Florence « comme elle fut ») situé Via dell'Oriuolo à Florence, dans un ancien monastère des Oblates était le musée qui  retraçait (avant sa fermeture en octobre 2010) l'histoire de la ville, de sa fondation romaine à la période de la « restauration urbanistique » qui eut lieu au XIXe siècle.

## Histoire
Fondé dans la seconde moitié du XIXe siècle, il immortalisait ce qui a été détruit, malgré d'importantes protestations, par le projet d'urbanisation de la Florence-capitale autour des années 1865, le Risanamento, qui a eu pour effet la démolition des remparts pour faire place aux boulevards circulaires, et la destruction du vieux marché (Mercato Vecchio) et de l'ancien ghetto remplacés par la très contestée place de la République (Piazza della Repubblica).
Fermé et démantelé en octobre 2010 pour faire place au place au projet  Grandi Oblate, une partie des collections ont été archivées dans les réserves du Palazzo Vecchio sans date de réexposition, les lunettes de Giusto Utens transférées dans la villa médicéenne de La Petraia.

## Salle archéologique
Au premier niveau est exposé le matériel de fouilles des périodes étrusque et romaine, en large partie résultat des démolitions du XIXe siècle.
À partir d'une maquette du castrum florentin (l'ancienne Florentia), sur laquelle sont simulés les édifices actuels, on peut voir que seule subsiste de cette époque l'implantation en damier de quelques rues entre le Duomo (la cathédrale Santa Maria del Fiore) et la Piazza della Signoria au-delà de la célèbre Via Tórta qui suit le  contour de l'amphithéâtre antique.
Sont aussi exposés des urnes de la civilisation villanovienne, (sépultures du VIe siècle av. J.-C. en forme de cabane ou de vase), des pierres fiesolane, le bas-relief d'un puits souterrain d'époque romaine, un temps situé près du Forum (aujourd'hui Piazza de la République) et représentant peut-être l'Arno, et quelques matériels archéologiques provenant des thermes de Capaccio (qui ont existé dans la zone ouest près du Ponte Vecchio), dont une  statue d'Hercule du Ier siècle.

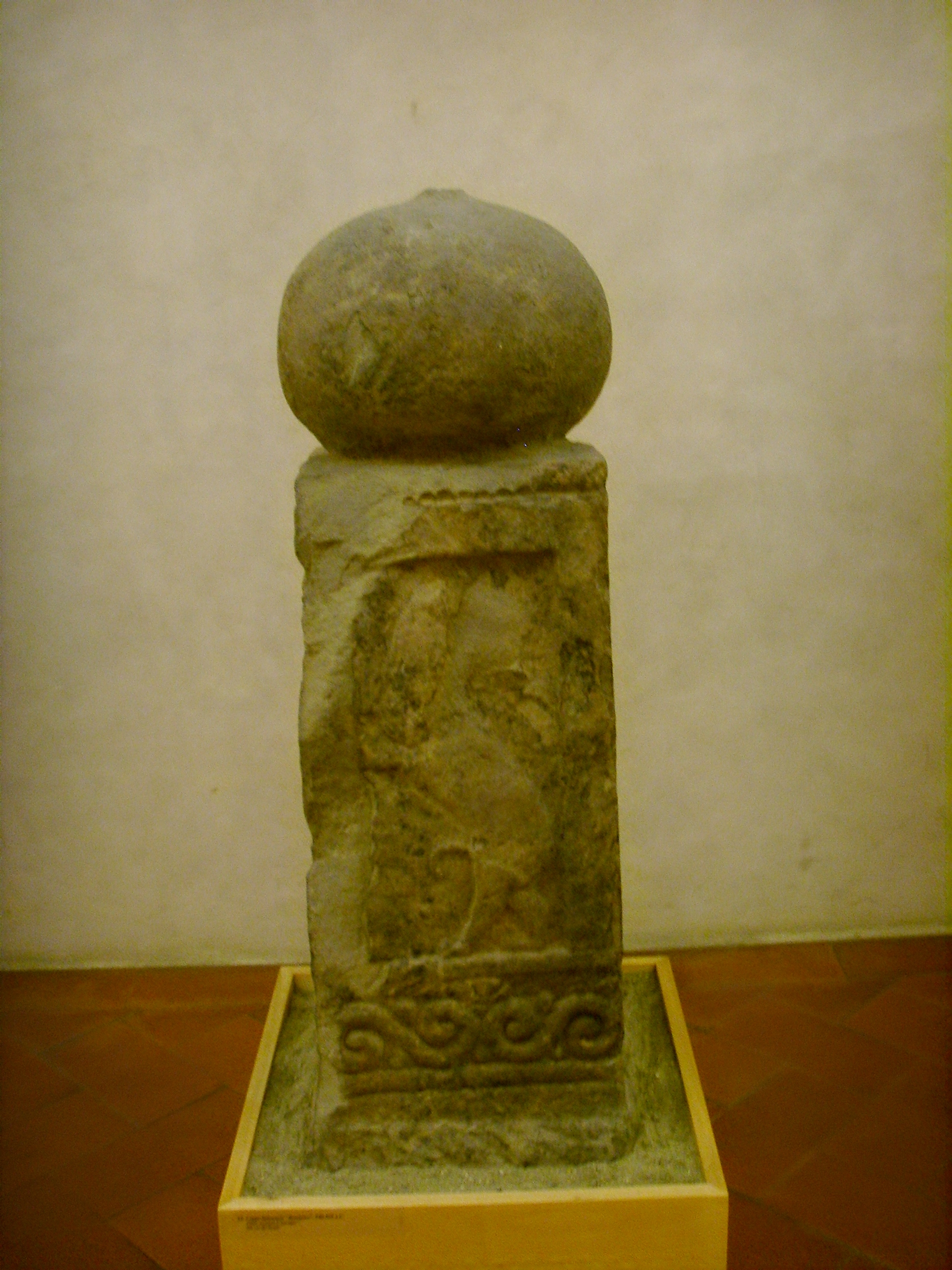
Une pierre fiesolana
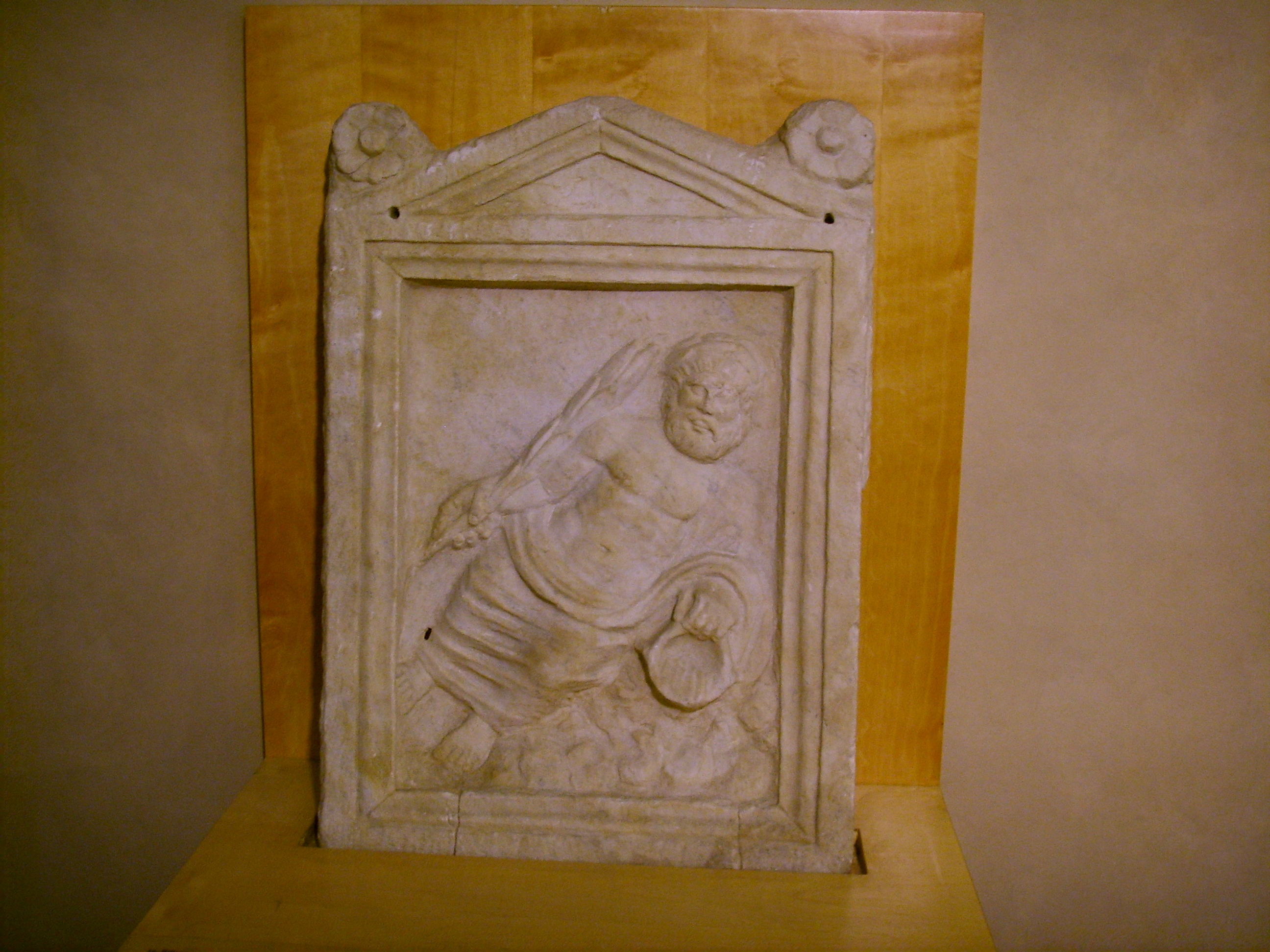
Bas-relief d'une divinité fluviale
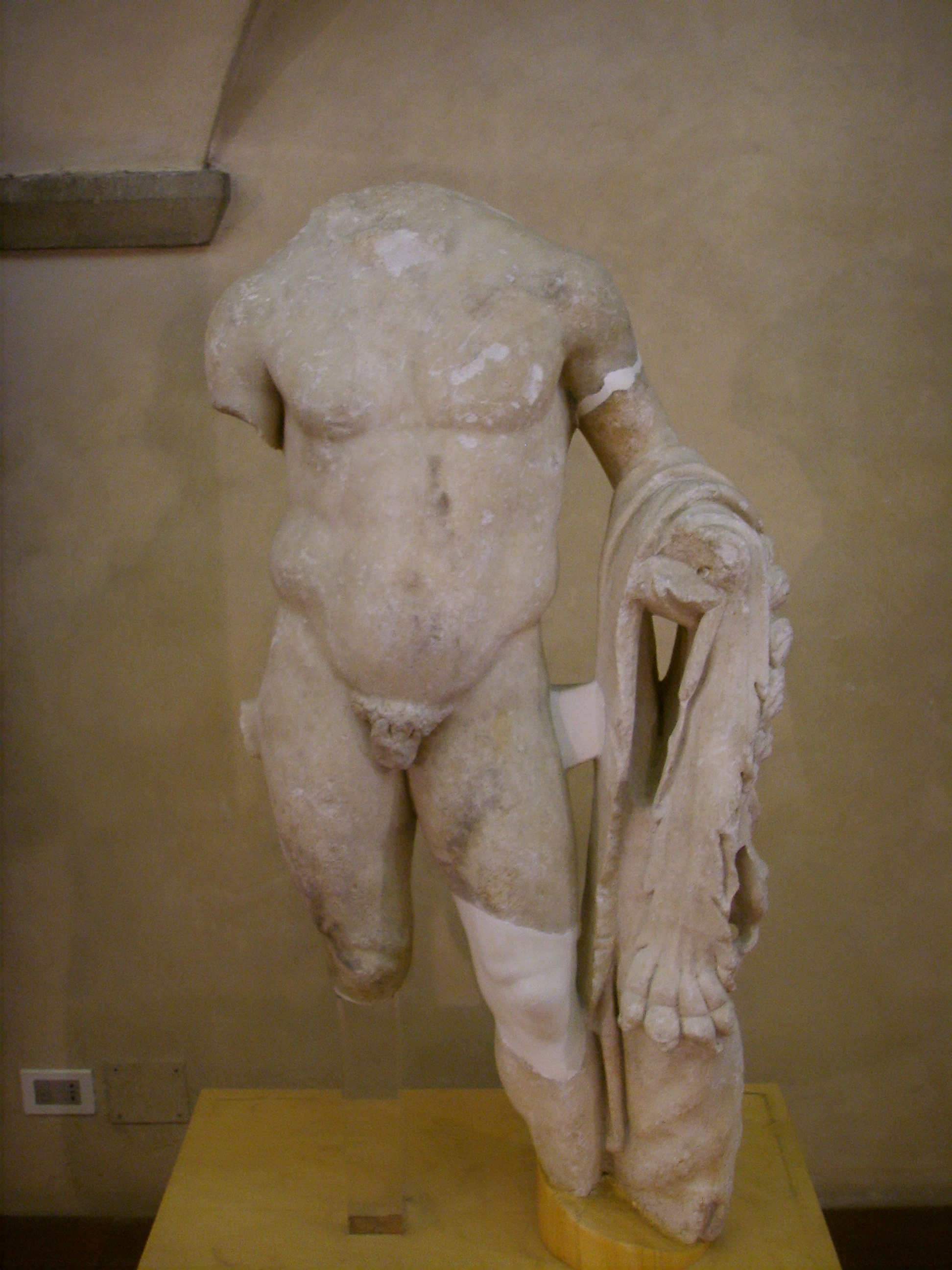
Statue d'Hercule avec la dépouille du lion

## Salles du premier étage
La plus grande partie de l'exposition se trouve au premier étage, avec de nombreuses vues, plans et aperçus de la ville du Moyen Âge au XXe siècle. Parmi les plus célèbres, une copie du XIXe siècle de la Pianta della catena (du nom du motif décoratif en forme de chaîne qui encadre le fameux plan), une gravure sur bois de 1470.
On trouve également en nombre des objets illustrant la vie citadine, comme les clés des portes de la ville avec la bourse en peau pour les ranger, appartenant à l'un des gardiens, voué à la surveillance de l'un des accès à la cité.

### Médaillons de Giusto Utens
On peut y voir aussi la fameuse série de 14 médaillons en demi-lune des plans-maquettes de villas médicéennes de Giusto Utens datant de 1599, important témoignage, au-delà de leur agréable profil artistique, des intentions architecturales de ces édifices.

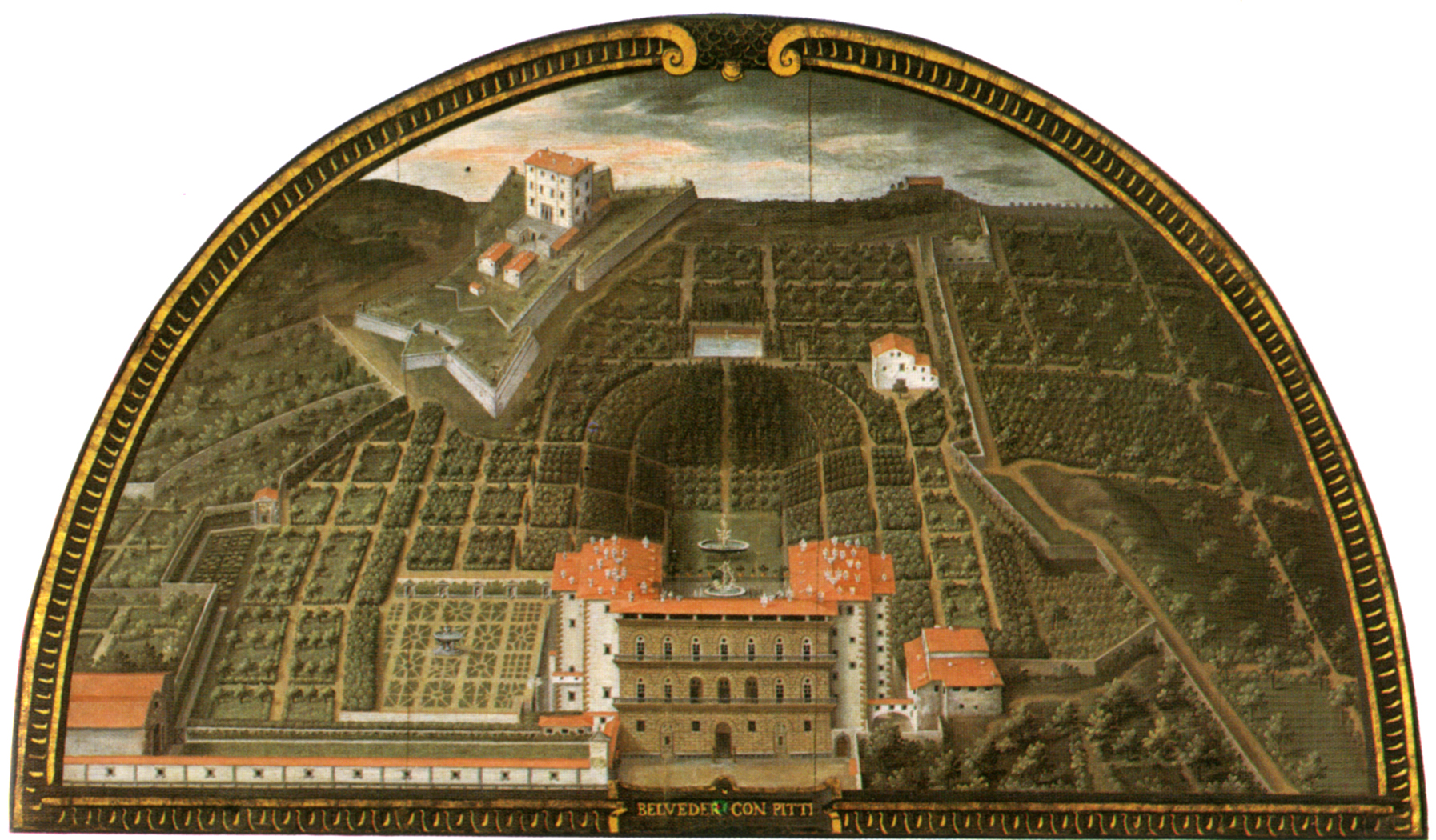
Le Palais Pitti et les jardins de Boboli
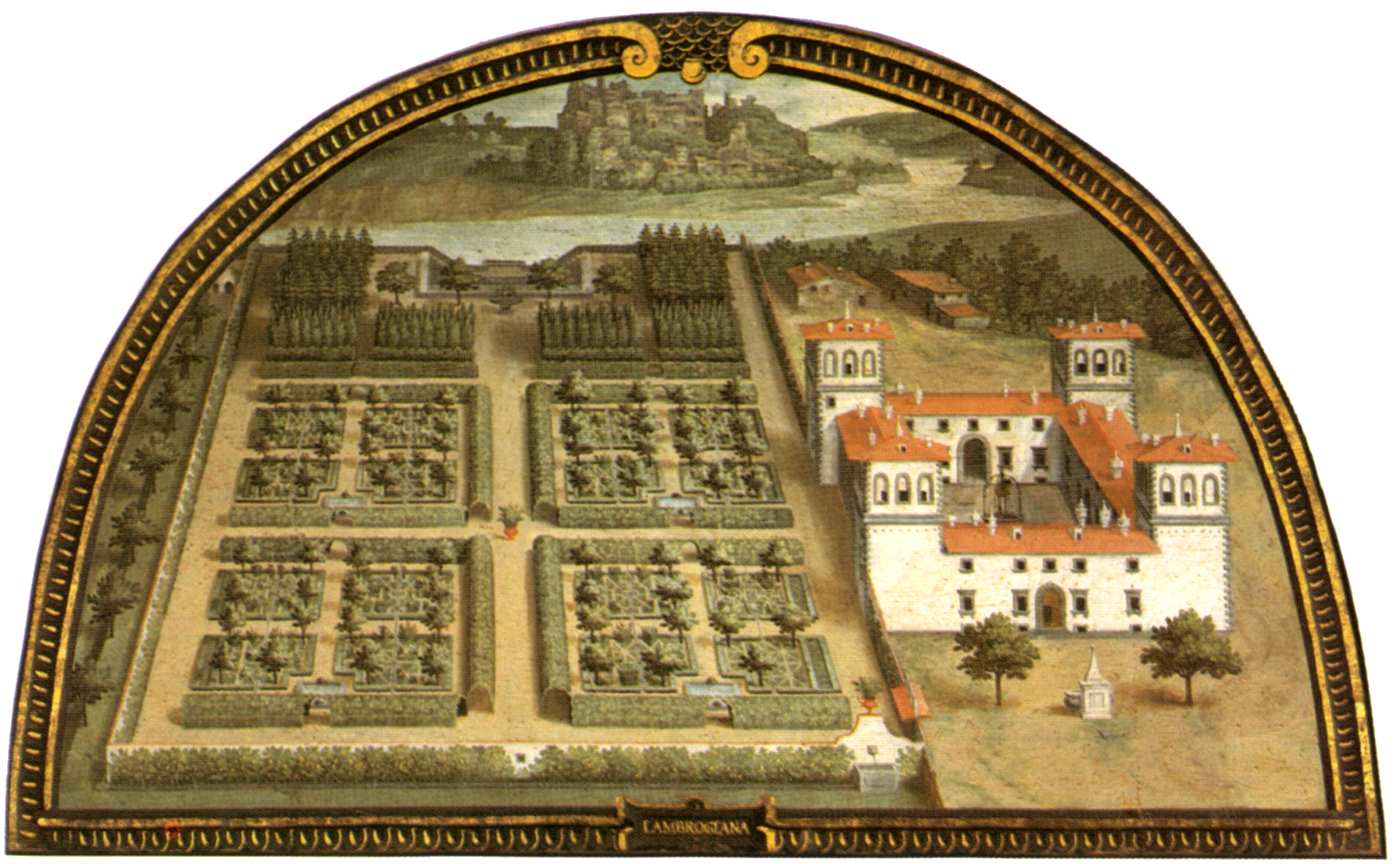
Villa Medicea dell'Ambrogiana
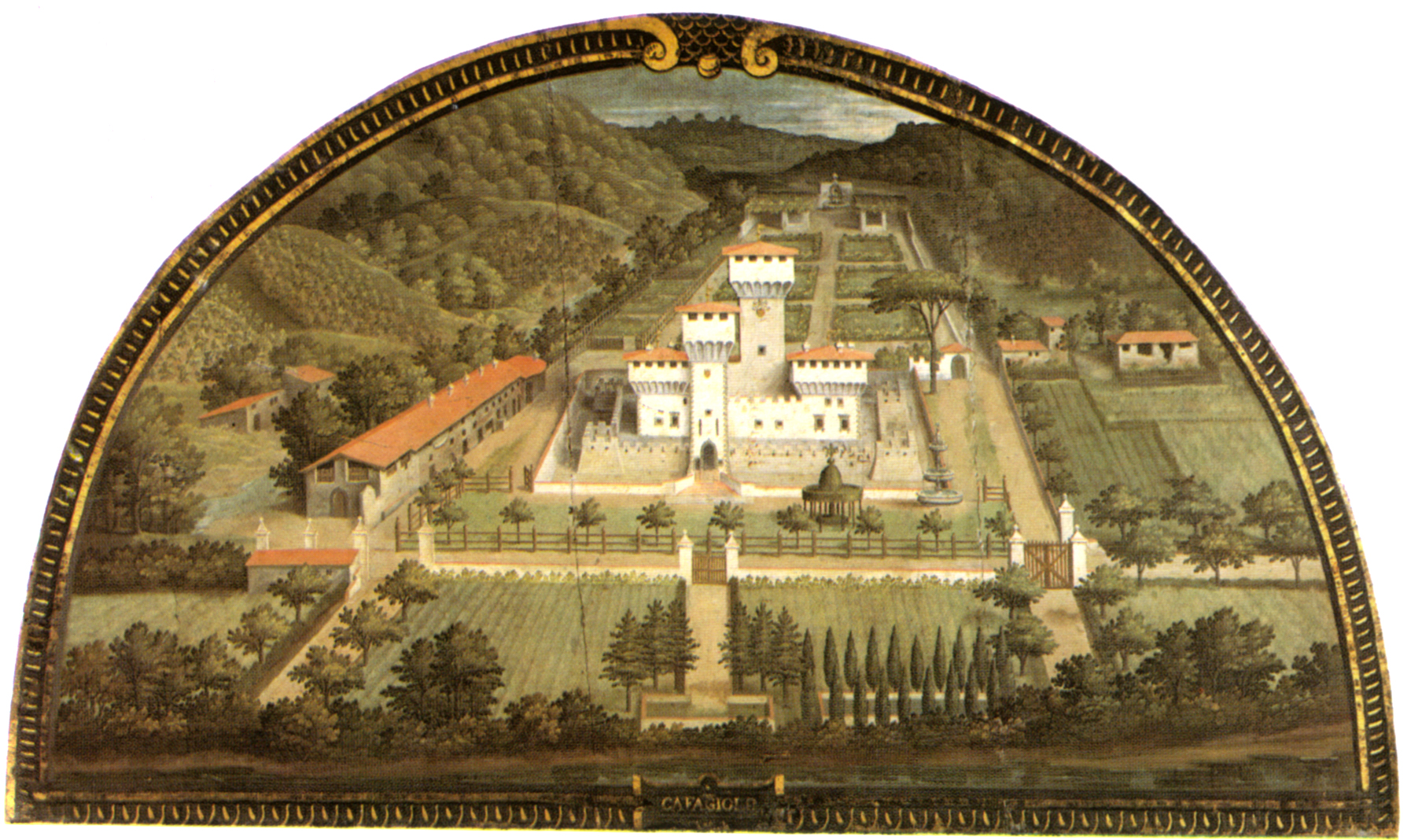
Villa Medicea di Cafaggiolo
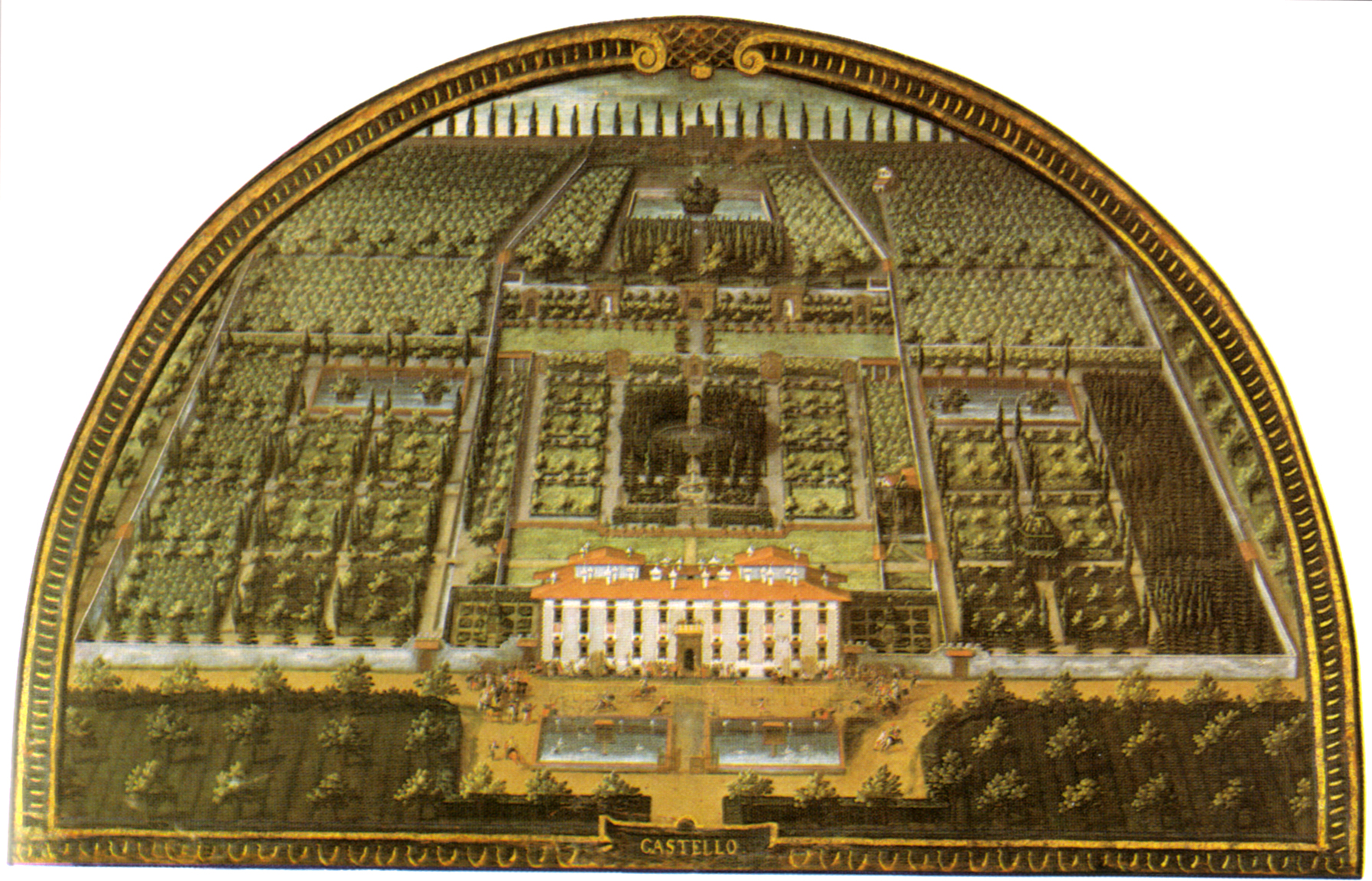
Villa Medicea di Castello
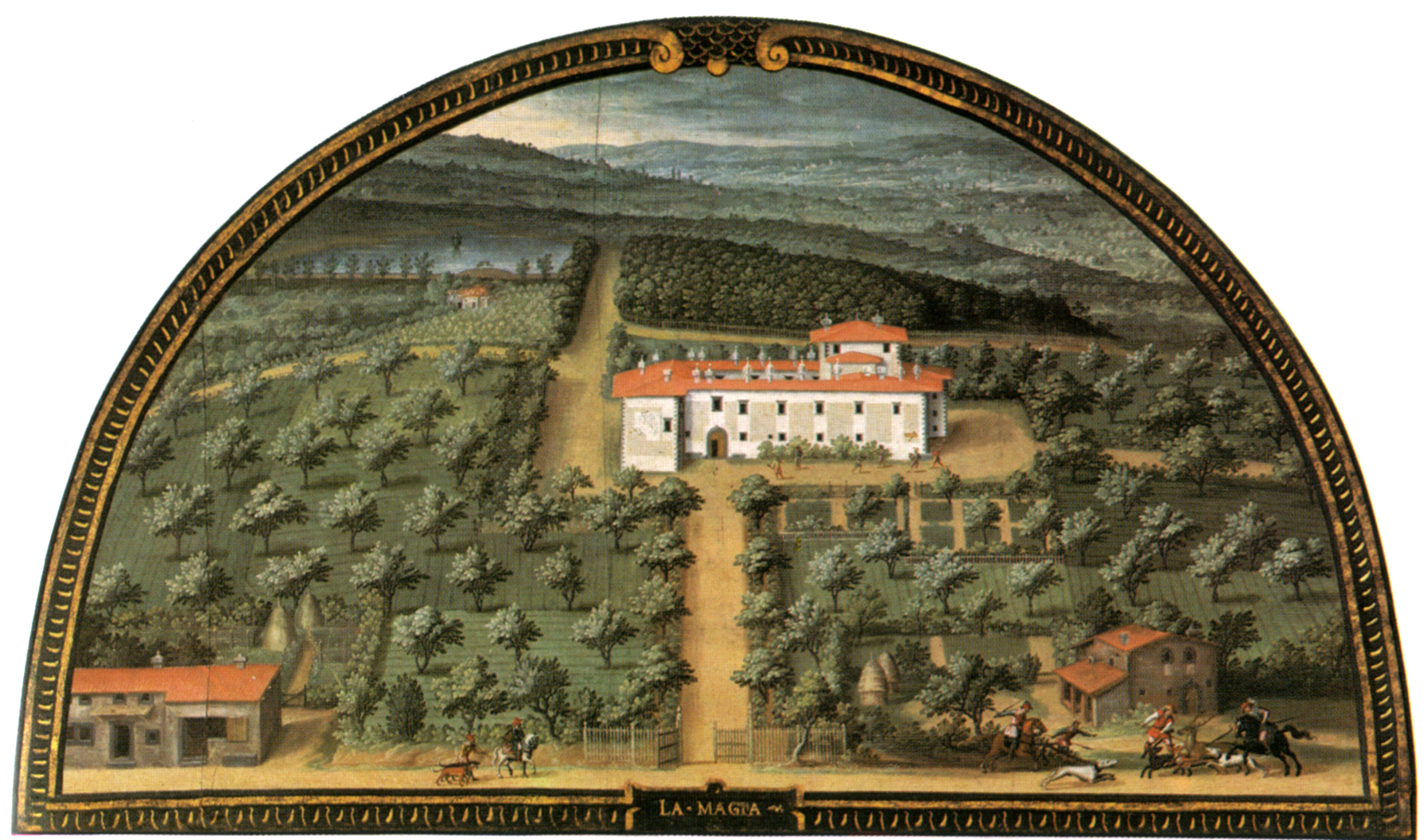
Villa Medicea La Magia
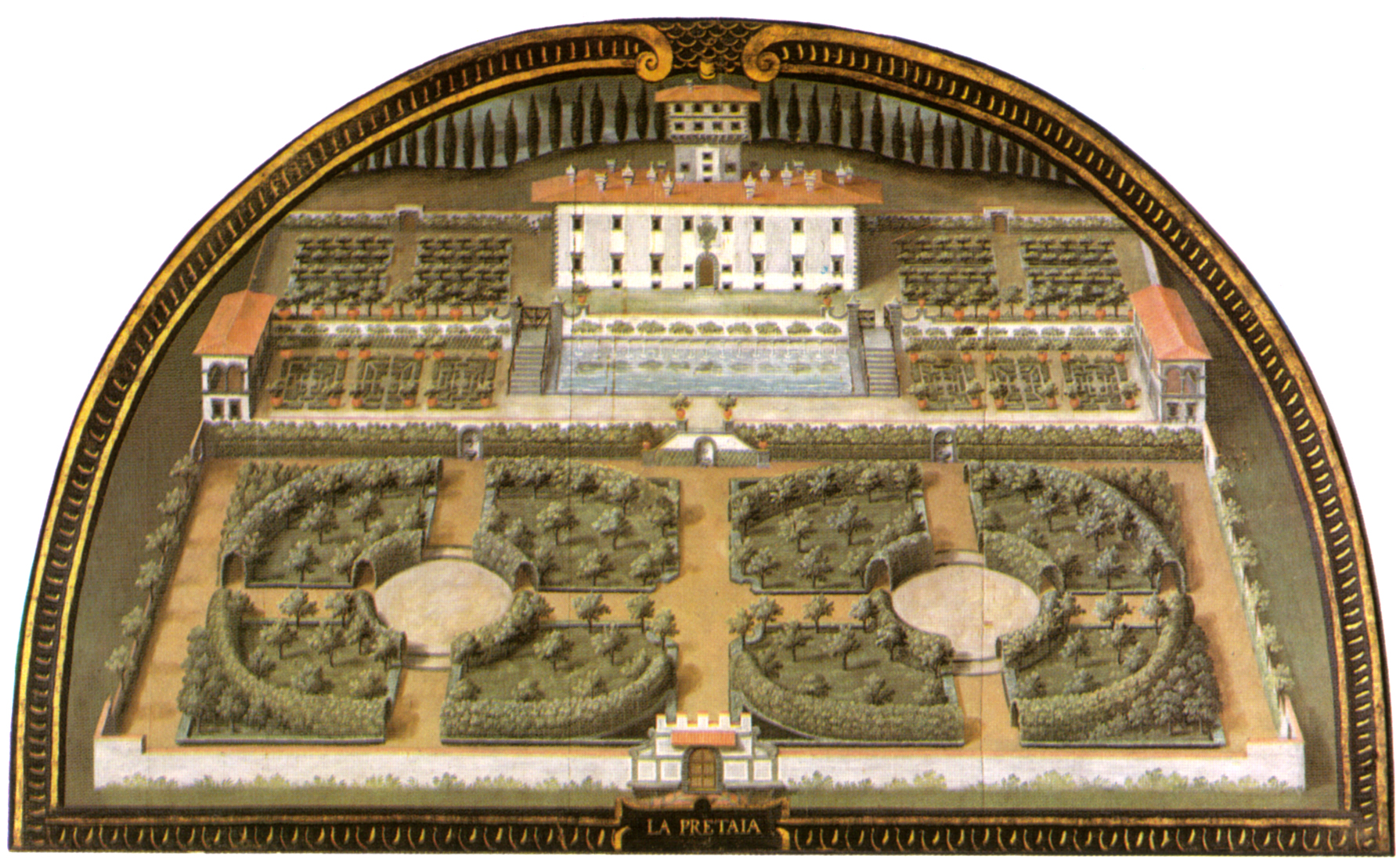
Villa Medicea La Petraia
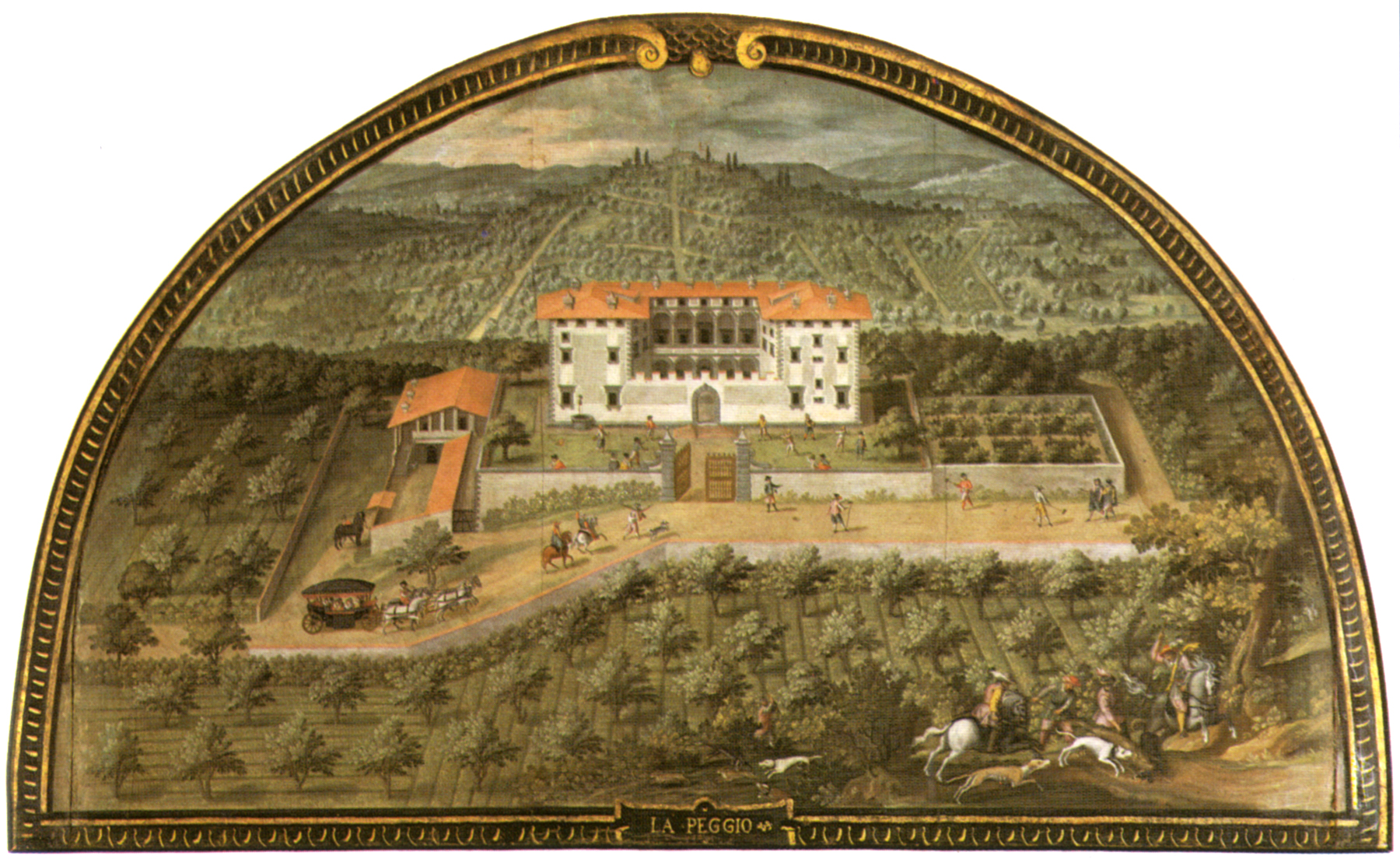
Villa Medicea di Lappeggi
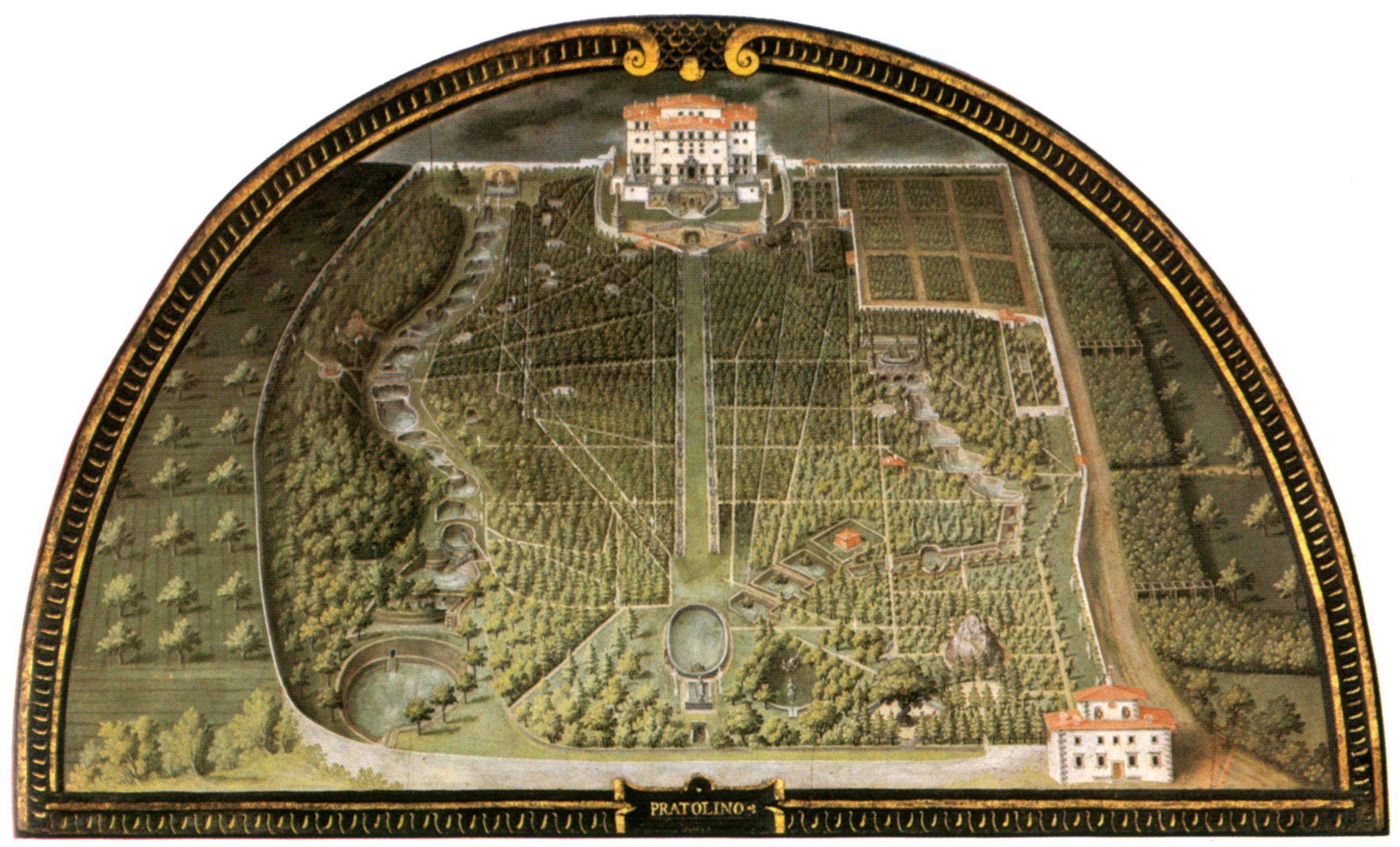
Villa di Pratolino
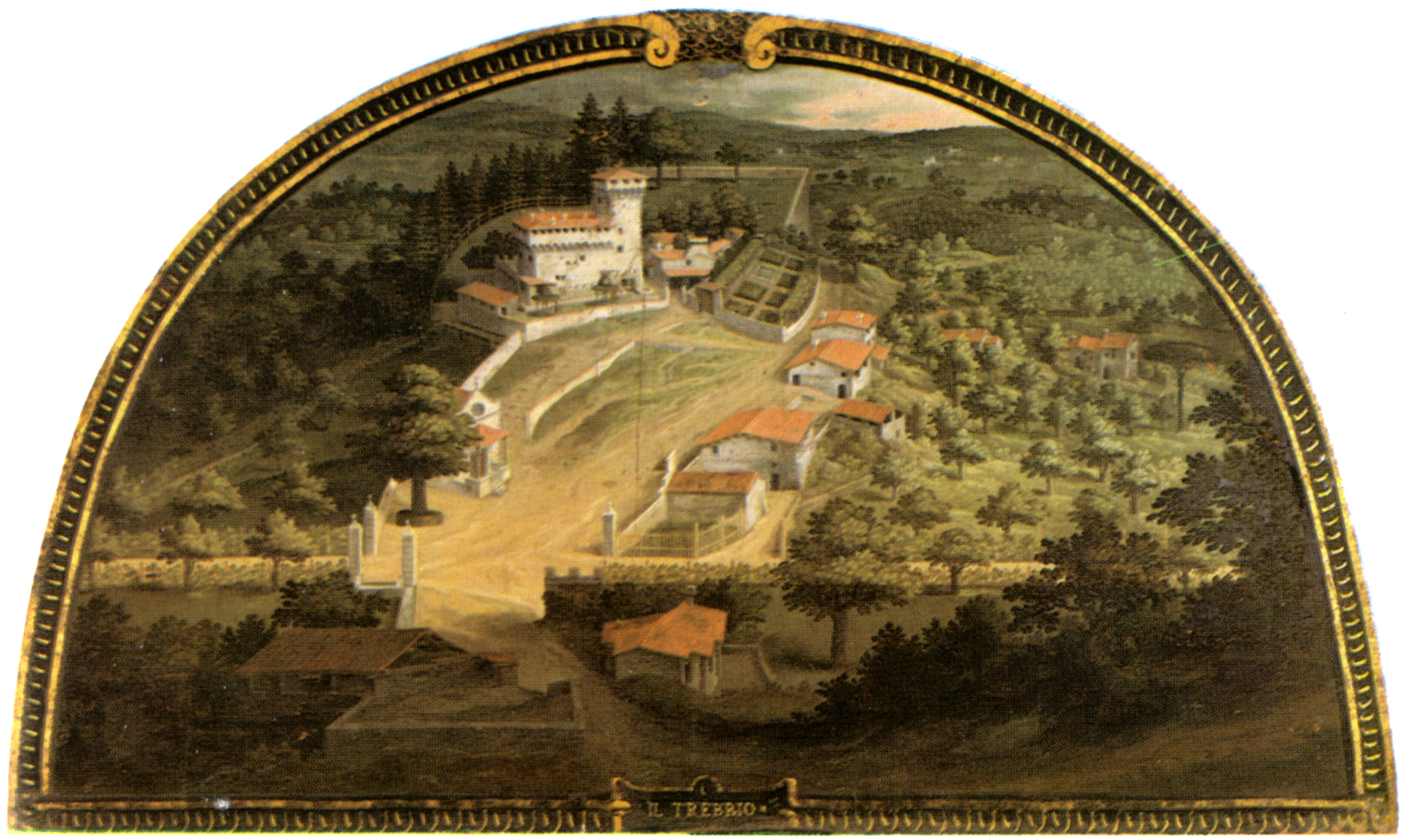
Villa Medicea del Trebbio
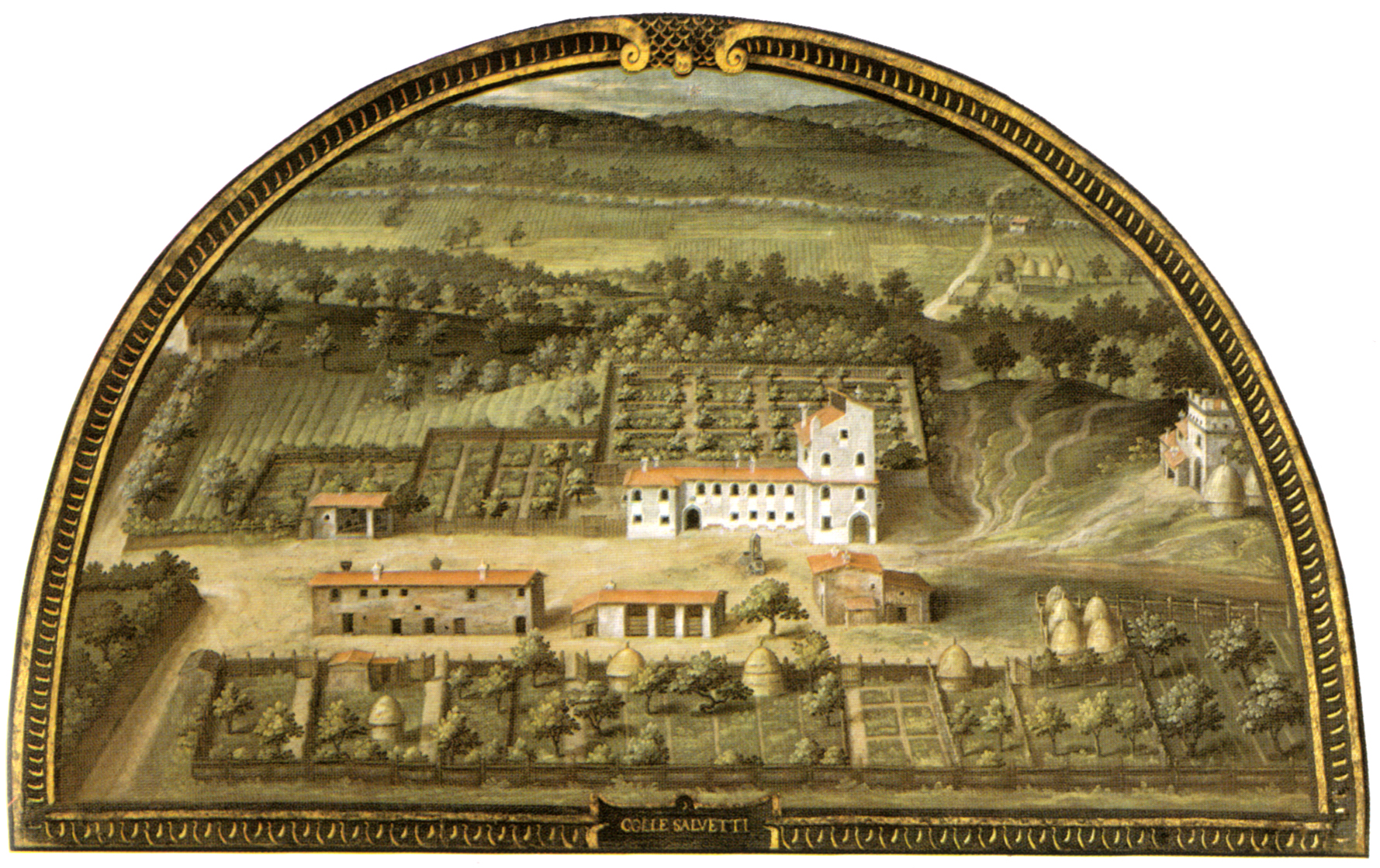
Villa Medicea di Collesalvetti
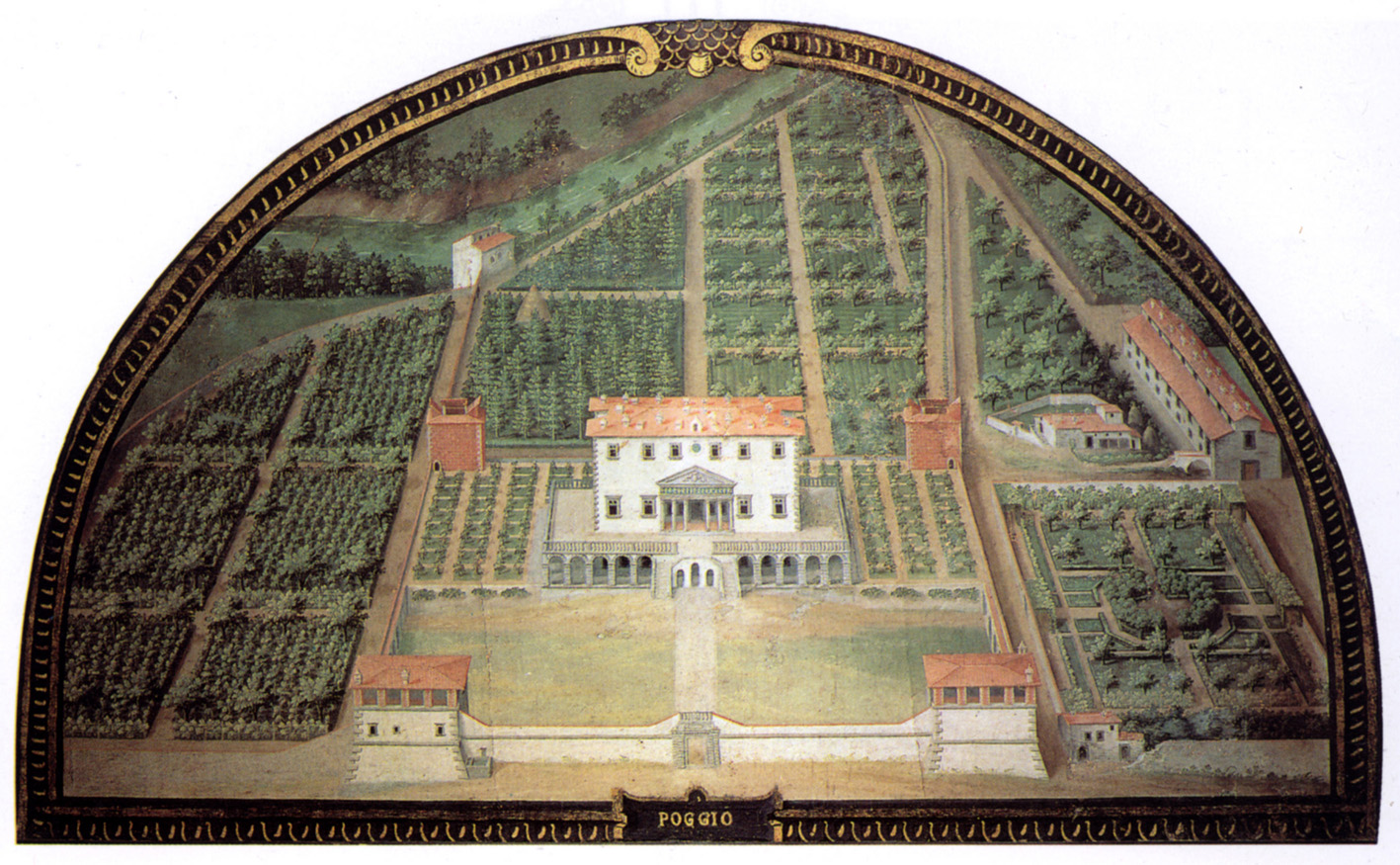
Villa di Poggio a Caiano
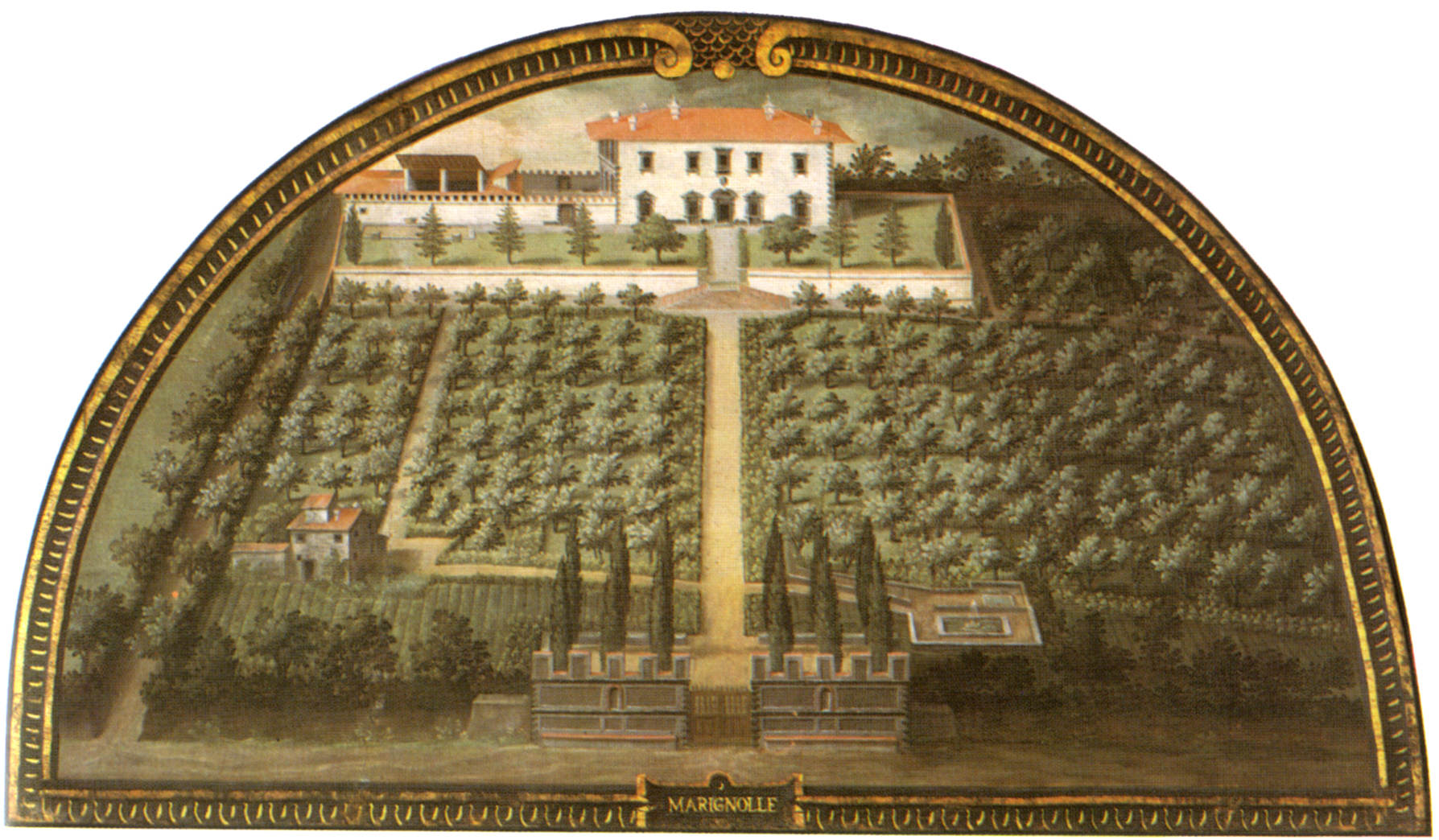
Villa Medicea di Marignolle
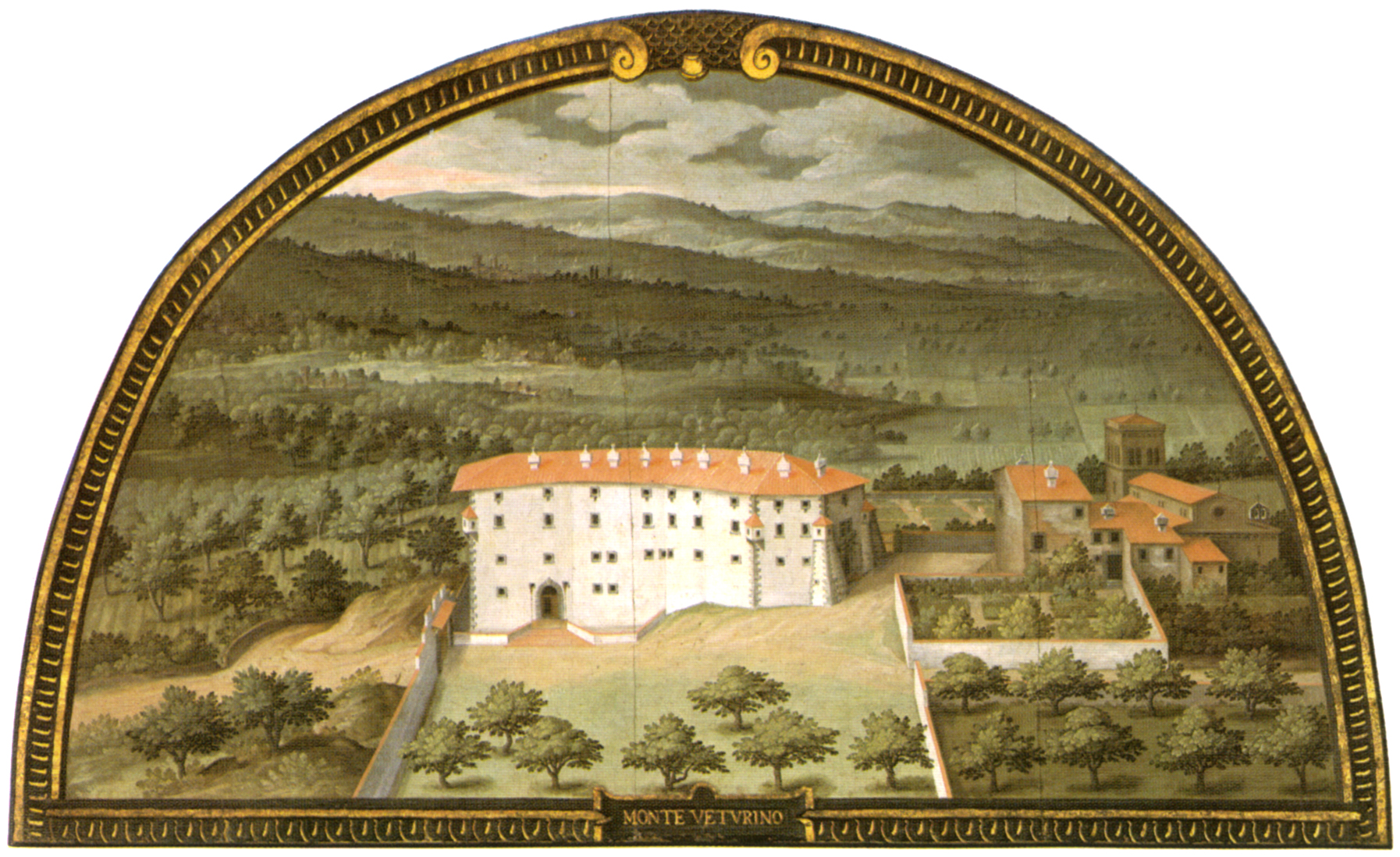
Villa Medicea di Montevettolini
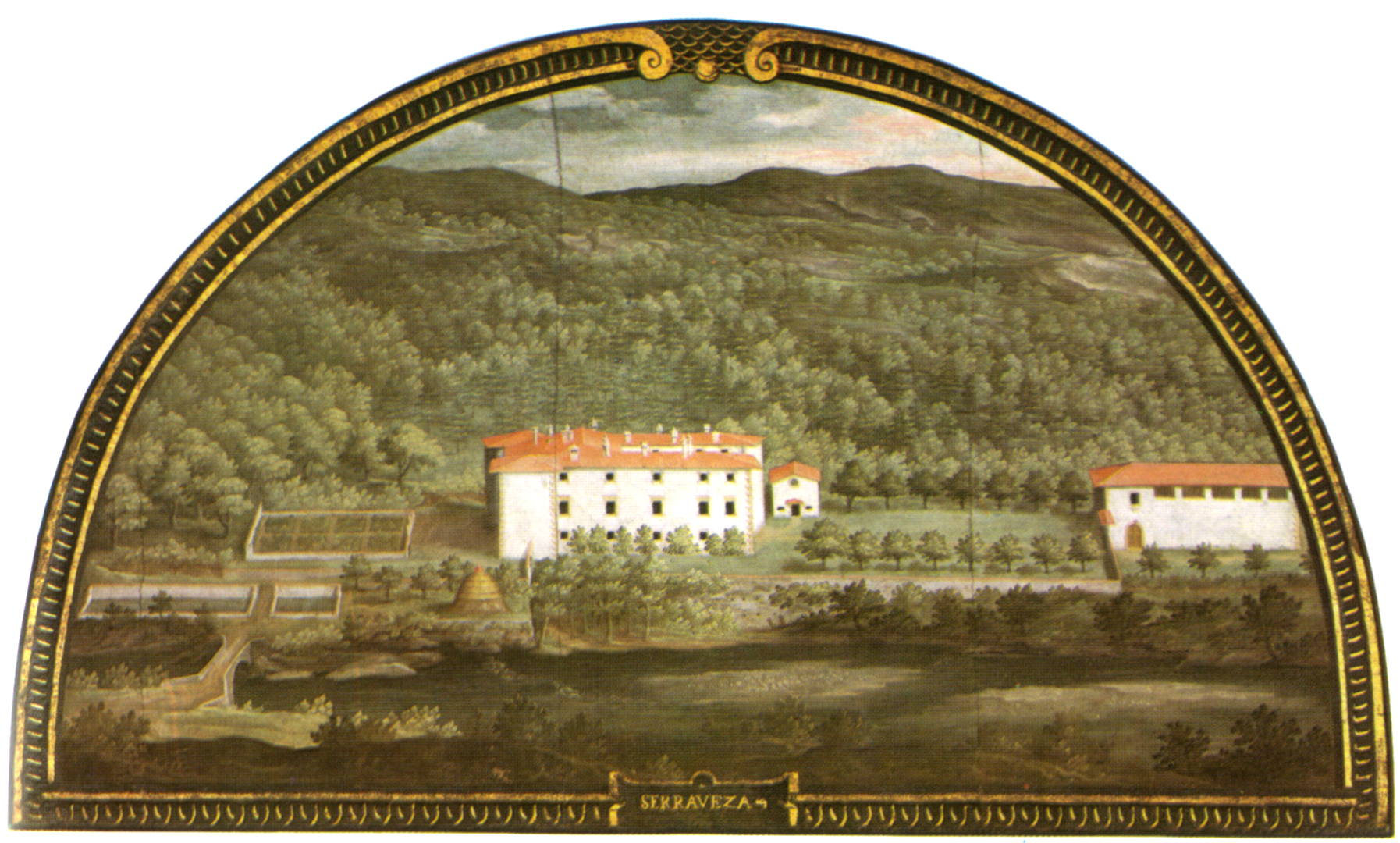
Villa Medicea di Seravezza

### LeRisanamento
La zone peut-être la plus touchante du musée est celle dédiée au Risanamento, l'époque à laquelle l'urbanisation de la ville fut bouleversée du fait de l'élection de Florence comme capitale du royaume d'Italie de 1865 à 1871. Outre les affiches et les maquettes des zones détruites sont exposés les projets de Giuseppe Poggi pour des  modifications ultérieures qui n'ont heureusement pas vu le jour (il y a quand même l'esplanade Michel-Ange (Piazzale Michelangelo), non controversée), grâce aux  protestations virulentes, notamment celles de la très nombreuse communauté anglaise de la ville (au XIXe siècle le nombre d'étrangers atteignit le tiers de la population totale). Entre autres projets, celui de créer un boulevard entre la Piazza della Signoria et la place Santa Croce, qui aurait traversé les quartiers situés entre le Bargello et le complexe de San Firenze, en détruisant d'importants vestiges  comme la chiesa di San Remigio et le site de l'amphithéâtre romain.

## Sources
- (it) Cet article est partiellement ou en totalité issu de l’article de Wikipédia en italien intitulé « Museo di Firenze com'era » (voir la liste des auteurs) dans sa version du 3 mai 2007, et réactualisé au 28 octobre 2012